# Alocén
Alocén – gmina w Hiszpanii, w prowincji Guadalajara, w Kastylii-La Mancha, o powierzchni 17,88 km². W 2011 roku gmina liczyła 173 mieszkańców.